# Molteno
Molteno é uma comuna italiana da região da Lombardia, província de Lecco, com cerca de 3.094 habitantes. Estende-se por uma área de 3 km², tendo uma densidade populacional de 1031 hab/km². Faz fronteira com Annone di Brianza, Bosisio Parini, Costa Masnaga, Garbagnate Monastero, Oggiono, Rogeno, Sirone.

## Demografia
| Variação demográfica do município entre 1861 e 2011                               |
|                                                                                   |
| Fonte: Istituto Nazionale di Statistica (ISTAT) - Elaboração gráfica da Wikipedia |